# Хандига
Ха́ндига (на руски: Хандыга) е селище от градски тип в Якутия, Русия. Разположено е на брега на река Алдан, на около 300 km източно от Якутск. Административен център е на Томпонски район. Към 2016 г. има население от 6291 души.

## История
Селището възниква през 1939 г. като пътен пункт при строежа на Колимската магистрала към Магадан. От 1941 до 1943 г. в селището действа трудов лагер към Далстрой (ГУЛАГ). През 1940-те години влиза в състава на Татински район, а от 1954 г. влиза в състава на Томпонски район и става негов административен център. В периода 1951 – 1954 г. в селището оперира трудовия лагер Янстройлаг към ГУЛАГ. През 1957 г. получава статут на селище от градски тип.

## Население
| 1959 | 1970 | 1979 | 1989 | 2002 | 2009 | 2010 |
| ---- | ---- | ---- | ---- | ---- | ---- | ---- |
| 4049 | 5703 | 7176 | 9536 | 7025 | 6517 | 6638 |
| 2012 | 2013 | 2014 | 2015 | 2016 |      |      |
| 6562 | 6523 | 6436 | 6432 | 6291 |      |      |

## Икономика
Хандига е важен автомобилен и речен възел. Търговията изгражда основната част от икономиката. Селището е речно пристанище на р. Алдан и спирка на Колимската магистрала. Разполага с летище, разположено на 65 km на изток.